# جوهان لينغولاما
جوهان لينغولاما (بالفرنسية: Johann Lengoualama)‏ (مواليد 29 سبتمبر 1992) هو لاعب كرة قدم غابوني في مركز الهجوم.

## الألقاب
مانغاسبورت
البطل
- بطولة الغابون الوطنية: 2013–14

## روابط خارجية
- جوهان لينغولاما على موقع قاعدة بيانات كرة القدم.إي يو (الإنجليزية)
- جوهان لينغولاما على موقع ناشيونال فوتبول تيمز (الإنجليزية)
- جوهان لينغولاما على موقع Soccerway.com (الإنجليزية)